# 艾華夫伯體育會
艾華夫伯體育會（阿拉伯语：الوثبة，意为「跳遠」）是一家位於敘利亞霍姆斯的体育俱樂部，於1937年由一些年輕的田徑愛好者創立。參加敘利亞超級足球聯賽。

## 簡介
俱樂部於1953年獲得執照，增設足球、籃球、田徑、游泳、自行車等項目，並於1963年至1968年獲得霍姆斯冠軍。